# Ochterus flaviclavus
Ochterus flaviclavus är en insektsart som beskrevs av Barber 1913. Ochterus flaviclavus ingår i släktet Ochterus och familjen Ochteridae. Inga underarter finns listade i Catalogue of Life.